# Улад пластунів-юнаків та пластунок-юначок
У́лад Пластуні́в Юнакі́в та Пласту́нок Юна́чок (УПЮ) — це виховна спільнота пластової молоді у віці від початку 11-го до дня закінчення 18-го року життя або закінчення середньої школи (згідно з постановою даної КПС), що гуртується на засадах добровільності у власних відділах в організаційних рамках Українського Пласту, зі своєю окремою виховною програмою, діяльністю та устроєм, що спираються на методу самовиховання.

## Мета
Мета УПЮ — всебічне патріотичне самовиховання української молоді та членів української спільноти з виробленим пластовим світоглядом, і характеризуючи світогляд як порядок думок, дій, вироблення характеру. УПЮ — це вже справжнє пластування.

## Виховні клітини
Організаційна структура УПЮ подібна до новацької, з тією різницею, що замість рою — гурток, а замість гнізда — курінь. Юнацький гурток є гармонійнішою клітиною, аніж рій. У ньому відбувається головна пластова діяльність для розвитку й користі юнаків та юначок. Під час занять у гуртку юнацтво пізнає ідеали й організацію Пласту, розвивається фізично, інтелектуально, соціально та духовно. У виборі занять члени гуртка виявляють ініціативу і творчість, використовують свої таланти і зацікавлення.
Впорядником гуртка можуть бути юнак чи юначка, яким виповнилось 16 років, та які перейшли вишкіл виховників УПЮ.

## Самовиховання
Самовиховання у юнацтві означає, що юнаки і юначки починають процес індивідуального самопізнання через активну дію та вплив дії на довкілля, а пізніше в старшому юнацтві починають процес суспільного самоздійснення — пізнання себе як члена більшої групи і тим самим ототожнення себе по відношенню до цієї групи. В юнацтві група це у першу міру гурток, а пізніше курінь. Але праця в курені, а теж і в дальшому праця в пластовій станиці, ані інша пластова праця зовнішнього характеру не заступить самовиховної праці юнацтва у пластовому гуртку. Назовні це виховання проявляється пластовою поставою юнака чи юначки, тобто готовністю відчувати, мислити й діяти згідно з Трьома Головними Обов'язками — Пластовою Присягою, Пластовим Законом, Пластовим Обітом і Пластовим Кличем.

## Методи та засоби виховання
Юнак завжди є свідомим учасником гри: слухняний, виконує наказ, але після виконання може обговорити його критично з тим, хто дав його. Суть у тому, щоб не було «сліпоти». Пласт допомагає юнакові мати довіру до себе, самому відповідати за свої вчинки, брати відповідальність та ініціативу у свої руки. Членство юнаків — справа добровільна. Присяга теж не є примусовою. Програма пластових проб допомагає юнакові у його праці над собою.
Засоби виховання, що застосовуються в УПЮ:
- Організація гуртка: права та обов'язки пластуна в гуртку, права і обов'язки гурткових діловодів;
- Різноманіття форм занять: сходини, ігри, мандрівки, таборування, життя серед природи, іспити вмілостей.

## Барви
Кожен пластовий улад має свою власну барву, яка домінує на одностроях його членів:
- для УПН — жовта
- для УПЮ — малинова
- для УСП — зелена
- для УПС — коричнева

Основна барва в УПЮ — малинова. Такого кольору юнацька хустина, знамена і відзнаки.

## Нагороди
В Уладі Пластунів Юнаків та Пластунок Юначок, надають чотири рівні  відзначень— Перше, Друге, Третє та Четверте. Як правило, заслуги, за які надають відзначення, диференціюються — від діяльності на рівні гуртка (Четверте відзначення) до діяльності на рівні України (Перше відзначення).
Кожне юнацьке відзначення можна отримати:
- без уваги на пластовий ступінь;
- без уваги на черговість (друге можна отримати перед четвертим і навпаки);
- більше як один раз;

1. Четверте пластове відзначення надають за зразкову пластову поставу або визначну діяльність у гуртку, курені, станиці, чи в таборі або на вишколі. Приклади: за зразкову пластову поставу протягом одного року; за зразкове ведення діловодства в гуртку протягом одної каденції (терміну); за зразкову пластову поставу під час юнацького табору; за найкраще підготовлені і переведені гурткові або курінні сходини під час одного року; за особливі осяги у курінних, станичних або крайових змаганнях під час року або у точкуванні табору; за успішне виконування обов'язків впорядника УПН протягом одного року.
2. Третє пластове відзначення надають за зразкову пластову поставу та визначну діяльність у курені, станиці чи в таборі або на вишколі, наприклад за зразкову пластову поставу, гідну для наслідування, протягом двох чи більше років; за зразкову пластову поставу та прикладне ведення діловодства в гуртку протягом двох або більше років; за зразкову пластову поставу та прикладне виконування обов'язків впорядника УПН або гурткового УПЮ під час одного року; за зразкову пластову поставу та прикладне ведення одного з курінних діловодств протягом одної каденції; за зразкову пластову поставу та прикладне виконування обов'язків гурткового під час табору; за зразкову пластову поставу та особливі досягнення у крайовому або міжкрайовому таборі чи вишколі або перше місце в точкуванні табору.
3. Друге пластове відзначення надають за зразкову пластову поставу та непересічну діяльність на терені станиці чи в крайовому або міжкрайовому таборі (або вишколі). Приклади: за зразкову пластову поставу та прикладне виконування обов'язків курінного або гурткового самостійного гуртка впродовж одного року чи одної каденції; за зразкову пластову поставу та прикладне виконування обов'язків впорядника УПН або гурткового УПЮ протягом двох або більше років; за зразкову пластову поставу та найкращі успіхи в крайовому чи міжкрайовому таборі чи вишколі; за зразкову пластову поставу та прикладне виконування обов'язків курінного (або рівнозначного провідника) під час крайового або міжкрайового табору.
4. Перше пластове відзначення надають за особливо зразкову пластову поставу та надзвичайно непересічну діяльність на терені краю. Приклади: за особливо зразкову пластову поставу та винятково успішне виконування обов'язків курінного протягом двох або більше років, будучи цілий час прикладом зразкового пластуна й успішного провідника — наслідком його праці курінь вважається одним із найкращих у краю; за підтримку пластового духу в особливо важких умовах, виявляючи твердий характер та силу духу і приклад допомоги іншим.
Відзначення надаються пластовим проводом на пропозицію гуртка, Ради гурткових, впорядника, зв'язкового або, за згодою зв'язкового, від особи чи установи, яка мала безпосереднє відношення до діяльності юнака чи юначки.